# Monte Olimpo (Chipre)
O Monte Olimpo (em grego:   Όλυμπος; também transliterado como monte Ólimpos, e em mapas modernos, Óros Ólimbos) é a mais alta montanha do Chipre, com 1952 m de altitude no topo. Fica nas montanhas Troodos.